# Закон США о контроле за токсичными веществами
Закон о контроле за токсичными веществами (англ. Toxic Substances Control Act; сокр.: TSCA) — закон США, принятый конгрессом США в 1976 году, регулирующий оборот новых или существующих химических соединений. Он охватывал большинство существующих химических веществ, в противовес закону о Регистрации, Оценке и Авторизации Химических веществ (англ.: Registration, Evaluation and Authorization of Chemicals; сокр.: (REACH)), который принял Европейский Союз. Тем не менее, как объяснено выше, Закон о контроле за токсичными веществами (далее TSCA) особенным образом регулирует продукты содержащие полихлорированный бифенил (англ.: polychlorinated biphenyl; сокр.: PCB).
В противоположность тому, что подразумевает название закона, TSCA не разделяет химические вещества на категории токсичных и нетоксичных веществ. Скорее, он запрещает производство или импорт химических веществ, которые не перечислены в Реестре TSCA или которые подлежат исключению по одному из многих исключений. Химические вещества, перечисленные в реестре TSCA, считаются «существующими химическими веществами» (англ.: existing chemicals). Химические вещества, НЕ перечисленные в реестре TSCA, считаются «новыми химическими веществами» (англ.: new chemicals). В основном, производители обязаны направить уведомление об экологических характеристиках продукта до начала производства (англ.: pre-manufacture notice (PMN)) в Агентство по защите окружающей среды, США (англ.: U.S. Environmental Protection Agency (EPA)), далее Агентство, до начала производства или импорта нового химического вещества в коммерческих целях. Существуют важные исключения из этого правила, включающие необходимость использования вещества в научного исследовательских целях, а также, для веществ, которые регулируются другими законами, например, такими как федеральный закон о пищевых продуктах, лекарственных средствах и косметике (Federal Food, Drug, and Cosmetic Act) или федеральный закон об инсектицидах, фунгицидах и родентицидах (Federal Insecticide, Fungicide, and Rodenticide Act).
Уведомления о новых химических веществах рассматриваются Агентством и, если Агентство обнаружит какой-либо «необоснованный риск для здоровья человека или окружающей среды», оно может регулировать оборот данного вещества различными способами, от ограничения областей применения или объёмов производства до полного запрета оборота данного вещества.

## Разделы TSCA
TSCA можно найти в Кодексе Законов США, Глава 15 «Коммерческая деятельность и торговля», Раздел 53- «Контроль токсичных веществ», Подразделы 1 — 4, параграфы 2601—2692. Его исполнением управляет Агентство по защите окружающей среды, США (EPA).
Подраздел I, TSCA, «Контроль Токсичных Веществ (англ.: Control of Toxic Substances)» является изначальной сутью закона от 1976 года, общественное право 94-469 [PL 94-469], и включает законодательное регулирование продуктов содержащих полихлорированный бифенил.

## Регулирование существующих химических веществ
Несмотря на то, что перед EPA была поставлена задача защитить широкую общественность от опасных и потенциально канцерогенных веществ, примерно 62,000 химических веществ так и не были протестированы EPA, поскольку они не считались «несущими необоснованный риск». Этот пробел в исследованиях позволил данным химическим веществам успешно перекочевать в список существующих химических веществ по TSCA. Фактических исследований данных веществ нет. Лишь только 200 из более чем 60,000 существующих химических веществ исследованы EPA.
EPA достигло только небольшого успеха в контроле химических веществ, которые они исследовали и, которые считаются опасными для здоровья человека. Фактически, за 35 лет своего существования, агентство достигло успеха в ограничении оборота лишь пяти химических веществ (полихлорированные бифенилы (PCB), хлорофтороуглеводороды, диоксины, асбест и шестивалентный хром). Запрет оборота асбеста был отменен в 1991 году. Многие организации по защите окружающей среды, такие как Совет по охране природных ресурсов, обвиняют EPA в том, что эта организация практически бессильна и не может принять законодательных мер, ограничивающих оборот опасных химических веществ, даже тех, о которых известно, что они вызывают рак или несут другую серьезную опасность для здоровья.

## Регулирование новых химических веществ
EPA достигло лучших результатов в управлении новыми химическими веществами. Прежде всего, компании должны уведомить EPA о своем намерении производить новое химическое вещество, ранее не перечисленное в законе 1976 года. Для этого нужно направить в EPA уведомление об экологических характеристиках продукта до начала производства (PMN). Данное уведомление не предполагает предоставления информации о безопасности. По этой причине, для определения наличия необоснованного риска от нового химического вещества, EPA будет полагаться на компьютерное моделирование. Если EPA не заблокирует производство нового химического вещества в течение 90 дней или EPA пропустит данный продукт, то это химическое вещество можно легально реализовывать на рынке США.

## Примеры реестров химических веществ различных стран и регионов
- Российская Федерация — Российский Регистр Потенциально Опасных Химических и Биологических Веществ
- Европейское Сообщество — Регламент (ЕС) № 1907/2006 (REACH)

- EINECS — Европейский Реестр Существующих Промышленных химических веществ (European Inventory of Existing Commercial chemical Substances)
- ELINCS — Европейский Список Сообщенных Химических Веществ (European List of Notified Chemical Substances).
- NLP — Химические товары более не являющиеся полимерами (No-Longer Polymers).
- BPD — Директива по биоцидным активным веществам, перечисленным в приложении I или IA Директивы 98/8/EC или перечисленным, в так называемом, списке «невключенных» (Biocidal Products Directive).
- PBT — Список Устойчивых, Биоаккумулятивных и Токсичных Веществ или очень Устойчивых и очень Биоаккумулятивных веществ (Persistent, Bioaccumulative, and Toxic) or vPvB (very Persistent and very Bioaccumulative)).
- CLP/GHS — Реестр Классификации, Маркировки и Упаковки химических веществ и смесей (Classification, Labelling and Packaging of substances and mixtures); CLP (Регламент (EC) № 1272/2008) внедряет Глобальную Гармонизированную Систему (GHS).
- HPVCs — Список Химических Веществ, производимых в больших количествах (High Production Volume Chemicals)
- LPVCs — Список Химических Веществ, производимых в малых количествах (Low Production Volume Chemicals).

- AICS — Австралийский Реестр Химических Веществ (Australian Inventory of Chemical Substances)
- DSL — Канадский Список химических веществ, реализуемых и используемых в стране (Domestic Substances List)
- NDSL — Канадский Список химических веществ, производимых и реализуемых за пределами страны (Non-Domestic Substances List)
- KECL (Korean ECL) — Корейский Список Существующих Химических Веществ (Korean Existing Chemicals List)
- ENCS (MITI) — Японский Реестр Существующих и Новых Химических Веществ (Existing and New Chemical Substances)
- PICCS — Филиппинский Реестр Химических препаратов и Химических Веществ (Philippine Inventory of Chemicals and Chemical Substances)
- TSCA — Закон США о контроле за токсичными веществами (Toxic Substances Control Act)
- SWISS — Список ядов, отравляющих веществ (Giftliste 1)
- SWISS — Реестр Сообщенных новых химических веществ (Inventory of Notified New Substances)